# Держава (символ)

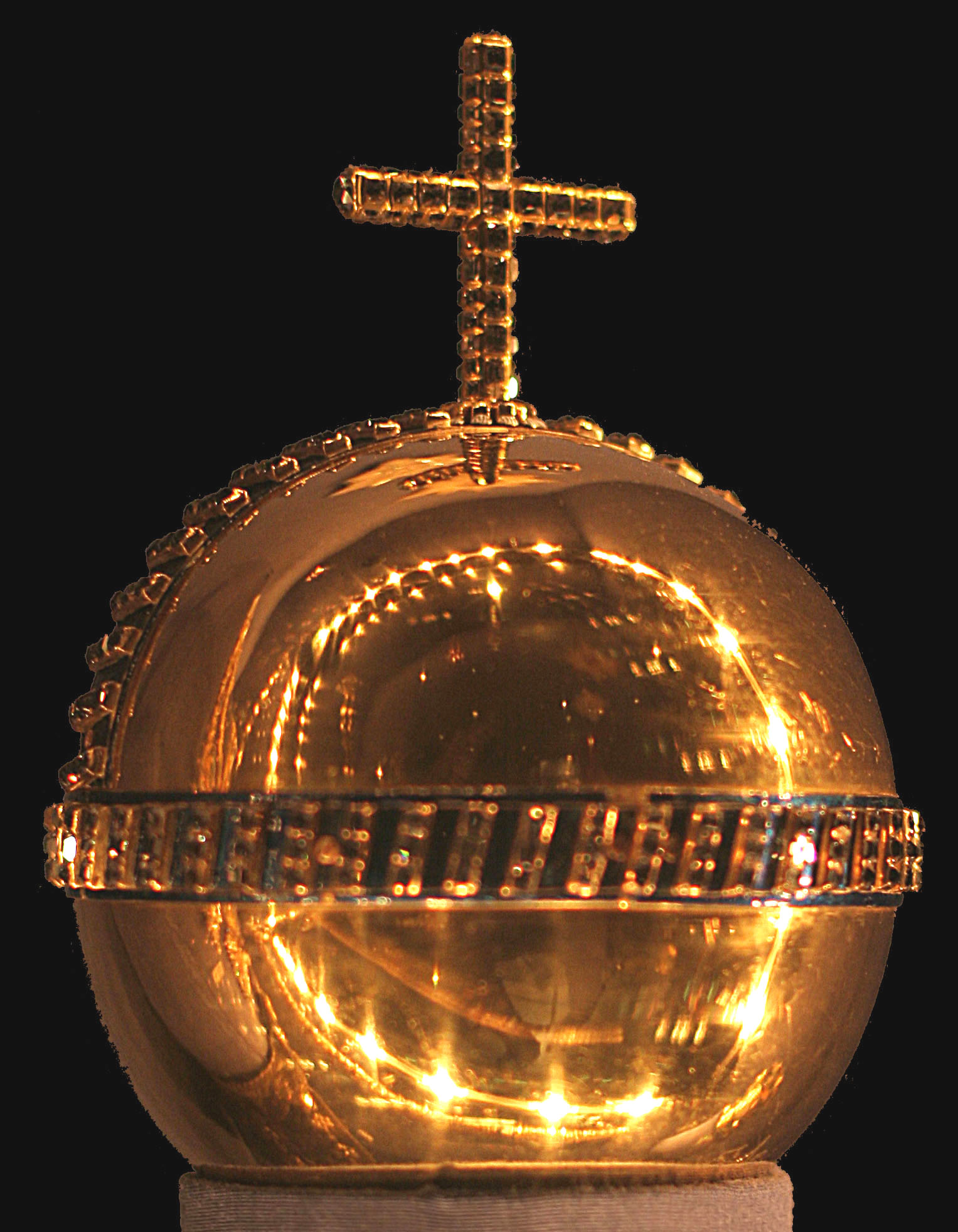
Данський Globus cruciger. Частина данських регалій корони

Держава або Яблуко (пол. Jabłko królewskie; лат. Globus cruciger; рос. держава) — один з трьох символів (поряд з короною і скіпетром) влади монарха.
Християнський символ авторитету, використовуваний в середньовіччі і навіть сьогодні на монетах, іконографії та королівських регаліях. Він символізує Христа (хрест) домінуючого над світом (куля), в буквальному сенсі правитель у царстві земному (а іноді з зображенням ще й небесної істоти, такої як ангел) при підтримці монарха самим Христом.
Куля, як правило, виготовлялась з золотом. Сферична форма — ідея в цілому. Кулю тримали в лівій руці — на стороні серця. Хрест символізував, що монарх править від імені Христа.

## Етимологія
Globus cruciger дослівно з латини означає «хрестоносна куля», походить від лат. globus — куля, лат. gerere — носити, з хрестом (лат. crux — хрест). В українській мові походить від форми умовного землеволодіння «держава» (від «держати владу»). У польській мові (куля зветься Jabłko królewskie — яблуко королівське) назва походить від біблійного яблука — символу плоду дерева пізнання в Біблії.

## Історія
Візуальний символізм утримання світу в одній руці, або, можливо, ще більш зловісного — під однією ногою, використовувався з давнини. Громадяни Риму були знайомі з простою формою кулі, як уявлення про форму світу або всесвіту, в особі Юпітера і, таким чином, влада імператора і протекторат над кулею, символізували це. Наприклад, монета IV-го століття при царюванні імператора Костянтина I зображує утримання глобусу в руці, а монета II століття за царювання імператора Адріана показує римського бога Салуса з ногою на глобусі. Orbis terrarum («кола земель») займає центральне місце в іконографії тетрархії, яка (іконографія) представляє тетрархові «позов до відновлення безпеки римського світу». У битві біля Мільвійського моста в 318, Костянтин Великий повідомляє, що у нього було видіння хреста вище Сонця, а також слова «Сим, ти будеш перемагати». Солдати Костянтина зобразили хрест на своїх щитах, і перемігли їх ворога, Максенція. Це ознаменувало початок християнства як державної релігії Римської імперії.

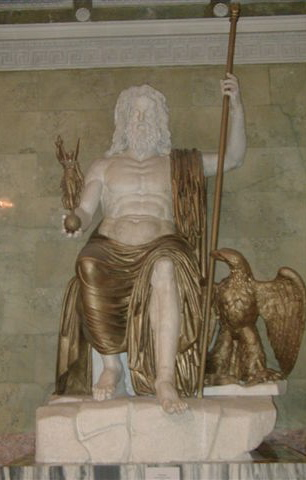
Статуя Юпітера з скіпетром і державою

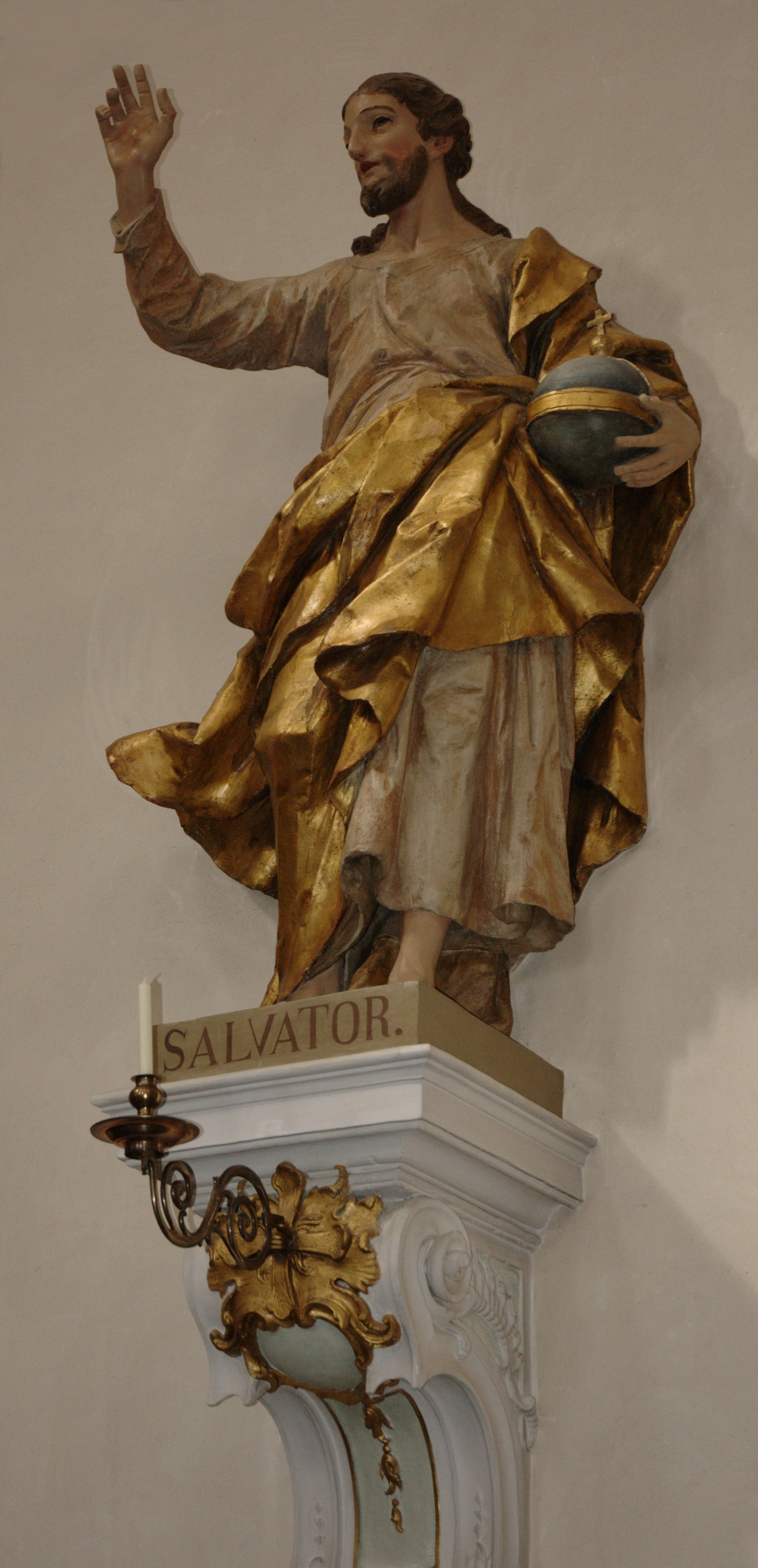
Христос з державою в авторстві Сальватора Мунді

З ростом християнства в 5-му столітті, куля (по-латині тоді писалась як «Orbis terrarum», «світ землі»), вона була увінчана хрестом (звідси Globus cruciger — хрещена куля), що символізує владу християнського Бога над світом. Символічно для християн, імператор тримав світ в руці, від імені Бога. Для невіруючих язичницького (в значенні «неавраамічних релігій») світу, встановлення хреста на кулі символізувало повідомлення про торжество християнства.
У середньовічній іконографії, масштаб об'єкта (кулі) та розміри, символізували (стверджували) її важливість в порівнянні з іншими, оточуючими предметами, світ бачиться малим, а небесна істота великою, щоб підкреслити важливість кожного елемента. Хоча символіка земної кулі була зображена у планетарному масштабі, її використання (у фактичних і символічних регаліях), яке було поширене серед християнських правителів, дрібніші частини землі, і навіть не всі суверени завжди були позначені.
Перше відоме використання, було, ймовірно, на початку п'ятого століття, і, можливо, вже між 395 і 408 роками на зворотному боці монети імператора Аркадія, але, безумовно, в 423 на зворотному боці монети імператора Феодосія II.
Globus cruciger вперше з'явився на монетах на початку п'ятого століття і залишався популярним протягом усього середньовіччя в монетах, іконографії і королівських регаліях; папство, проведення універсальної канонічної юрисдикції, а в середньовіччі змагалися імператори Священної Римської імперії задля вищого феодального статусу сюзерена над всіма іншими (католицькими) правителями; цей символ також підтримується на вершині папської тіари (так звана «потрійна корона», бо немає окремої папської кулі). Увінчання кулею в цілому були поширені по всій Європі, наприклад в Данії, Швеції, Бельгії, Голландії, Італії, Іспанії, Португалії, Угорщини, Румунії, Югославії і Німецької імперії, зокрема. Він все ще може проглядатися в національних європейських монархіях. Навіть в сучасну епоху в Англії, держава(куля) символізує і стейт, і Церкву Англії під захистом королівської корони.

## Галерея

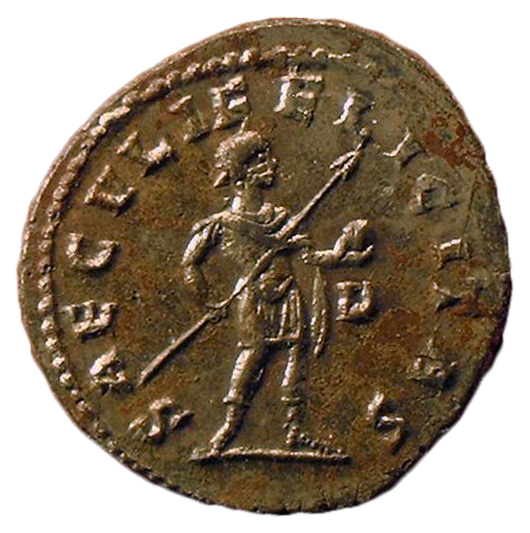
Держава на римській монеті Антонініана.
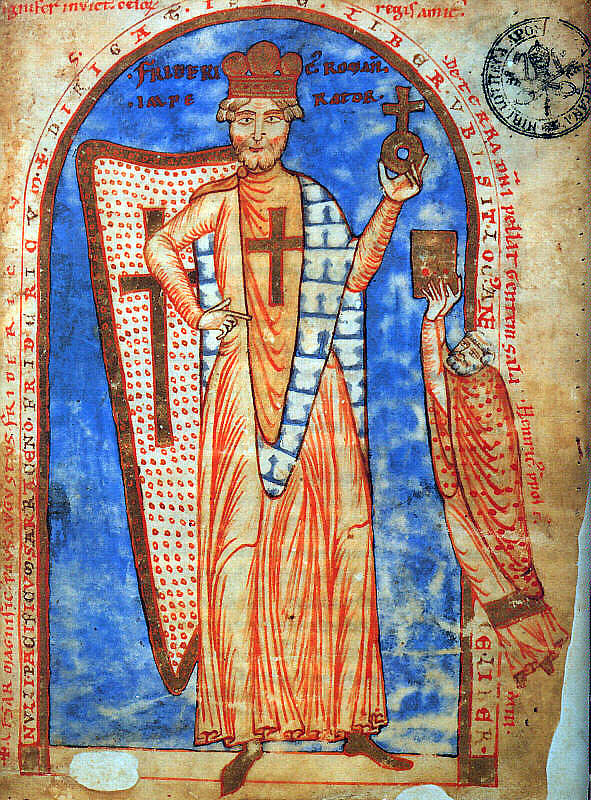
Імператор Фрідріх I Барбаросса.
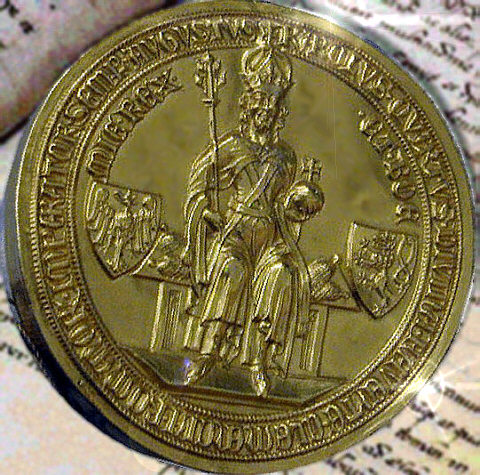
Золота булла 1356 Карл IV, імператор Священної Римської імперії.
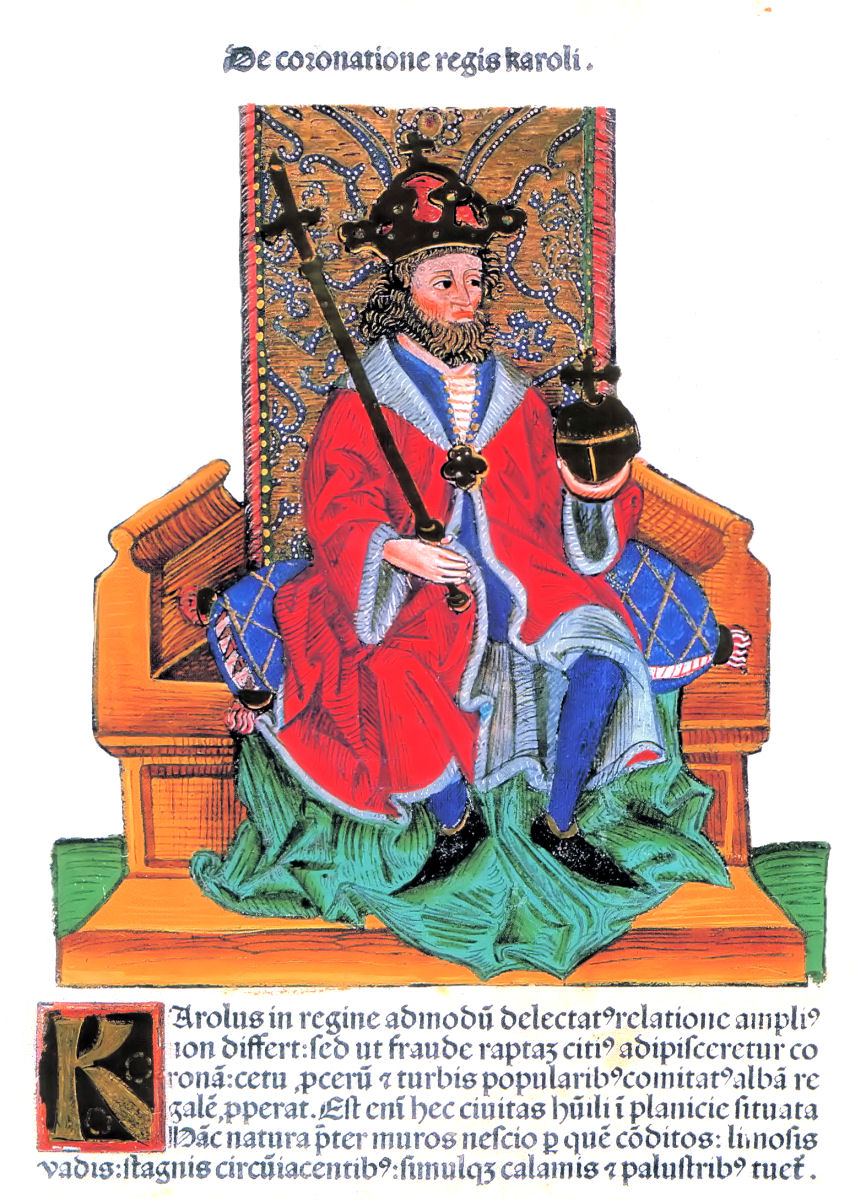
Карл II, король Угорщини.
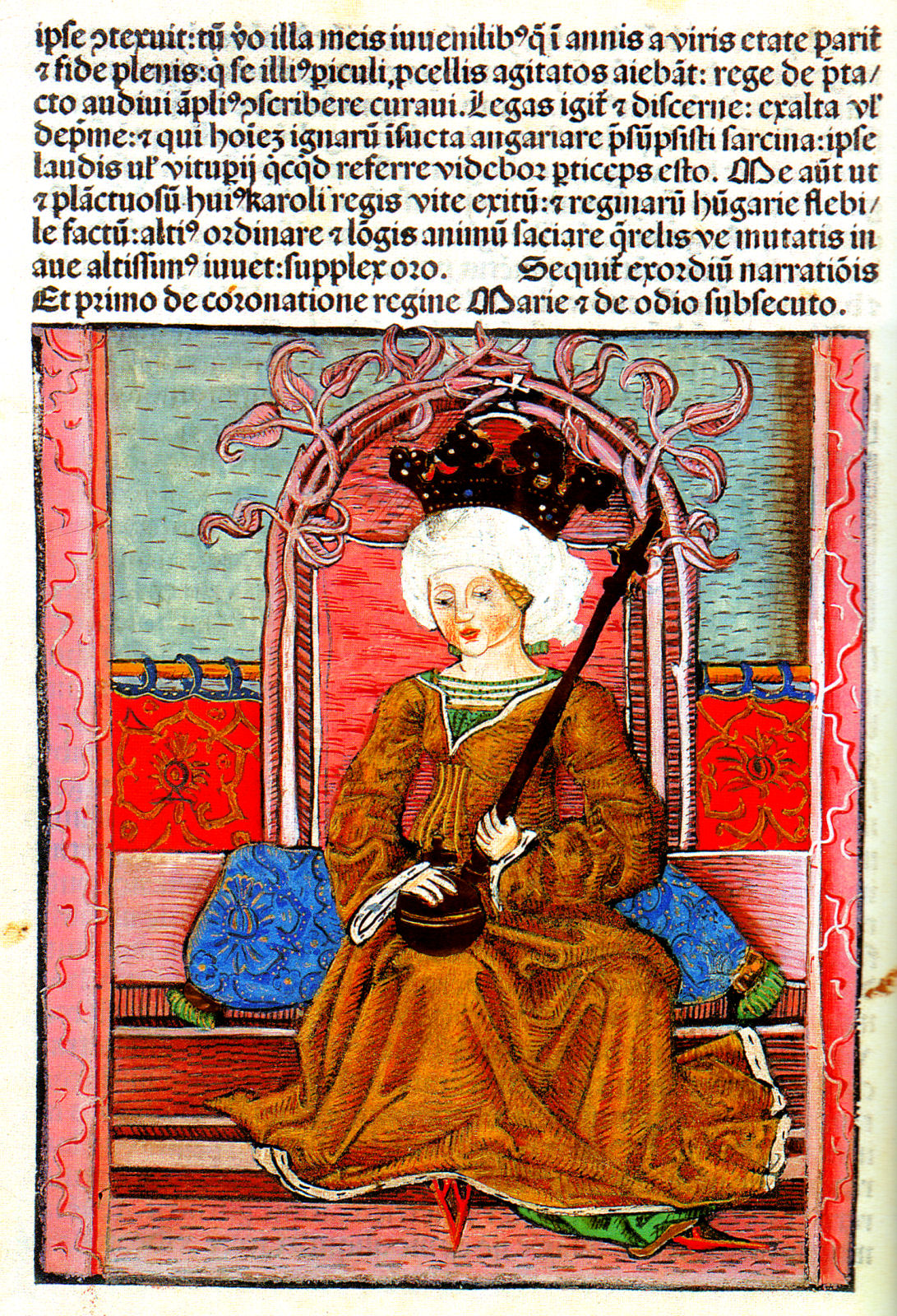
Марія, королева Угорщини.
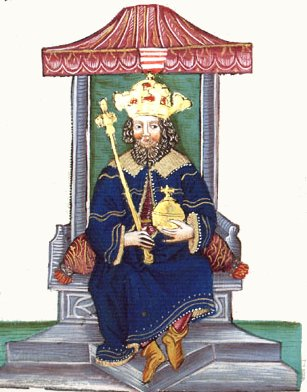
Вацлав III Богемії.
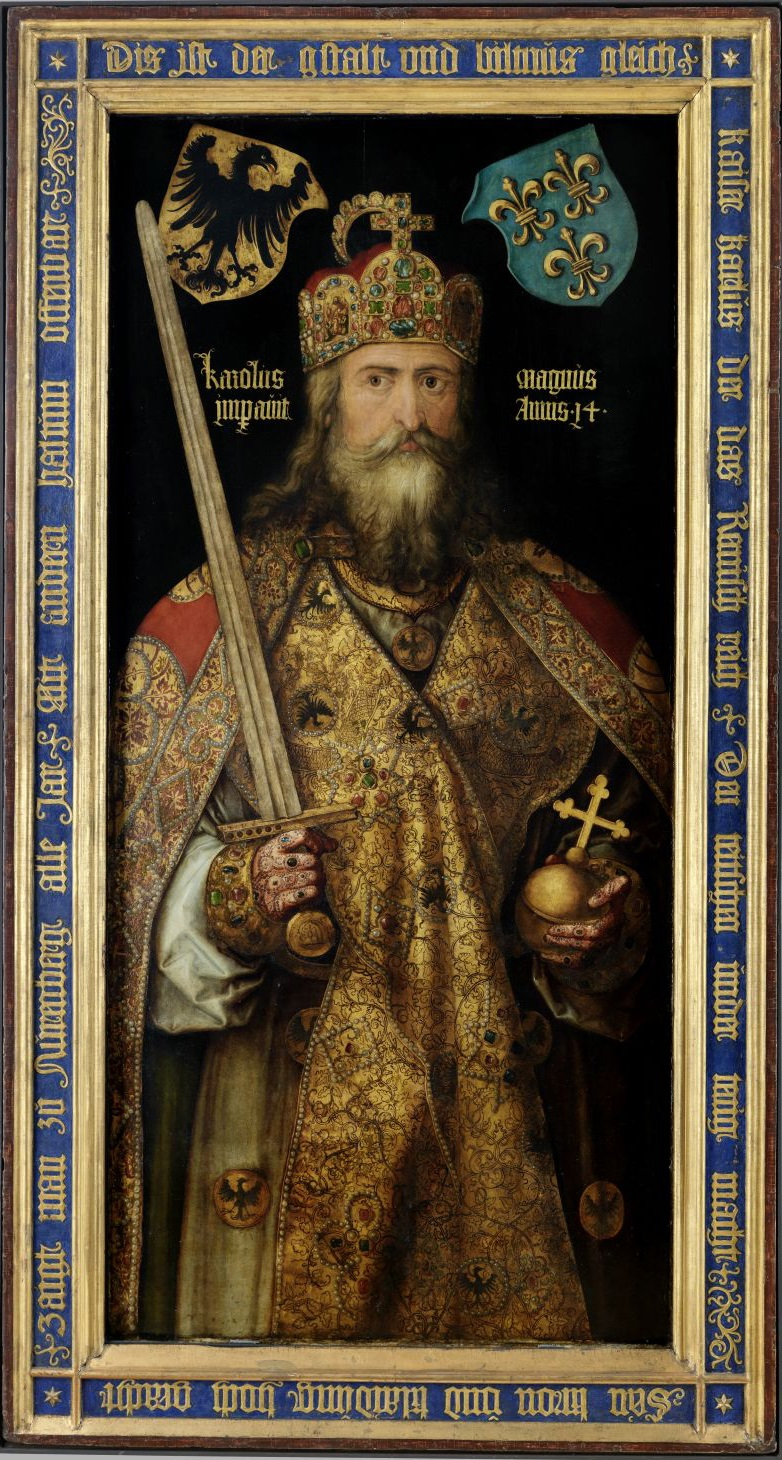
Карл I Великий, художник Альбрехт Дюрер.
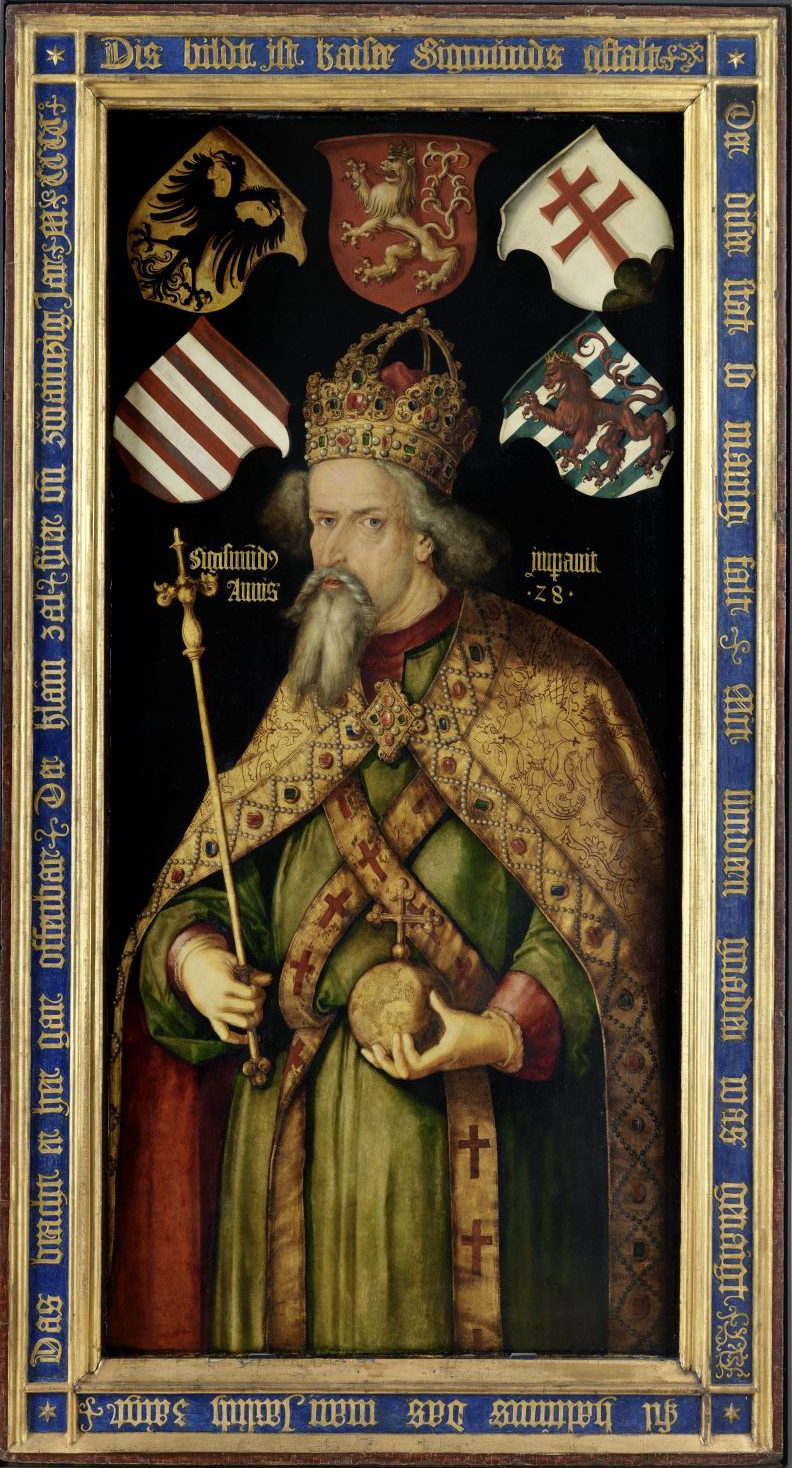
Сигізмунд, Священної Римської імперії імператор, художник Альбрехт Дюрер.
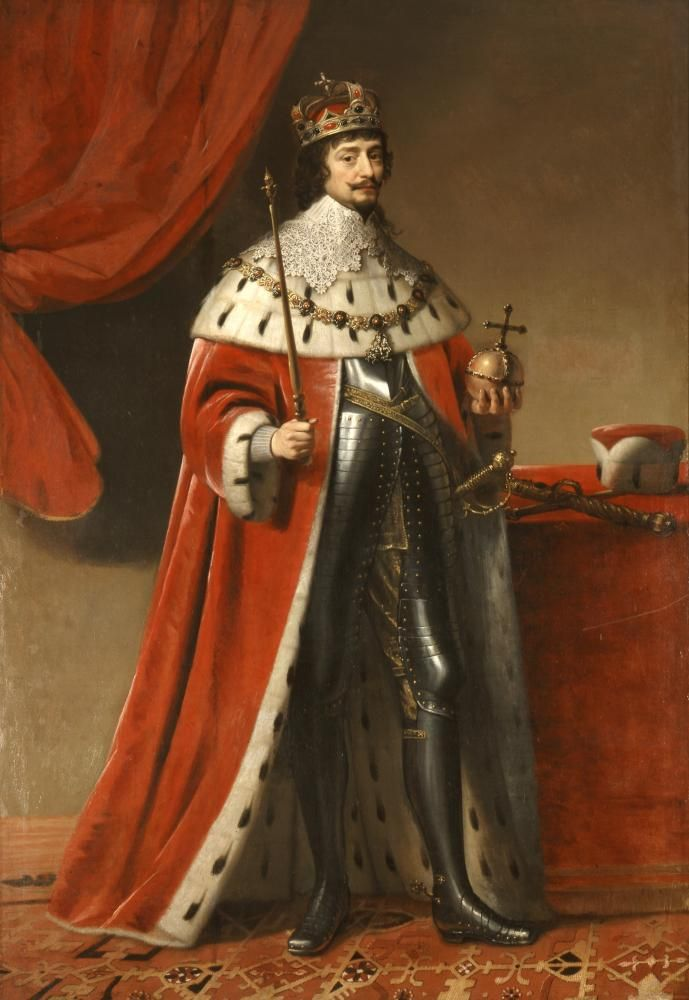
Фрідріх V з кулею.
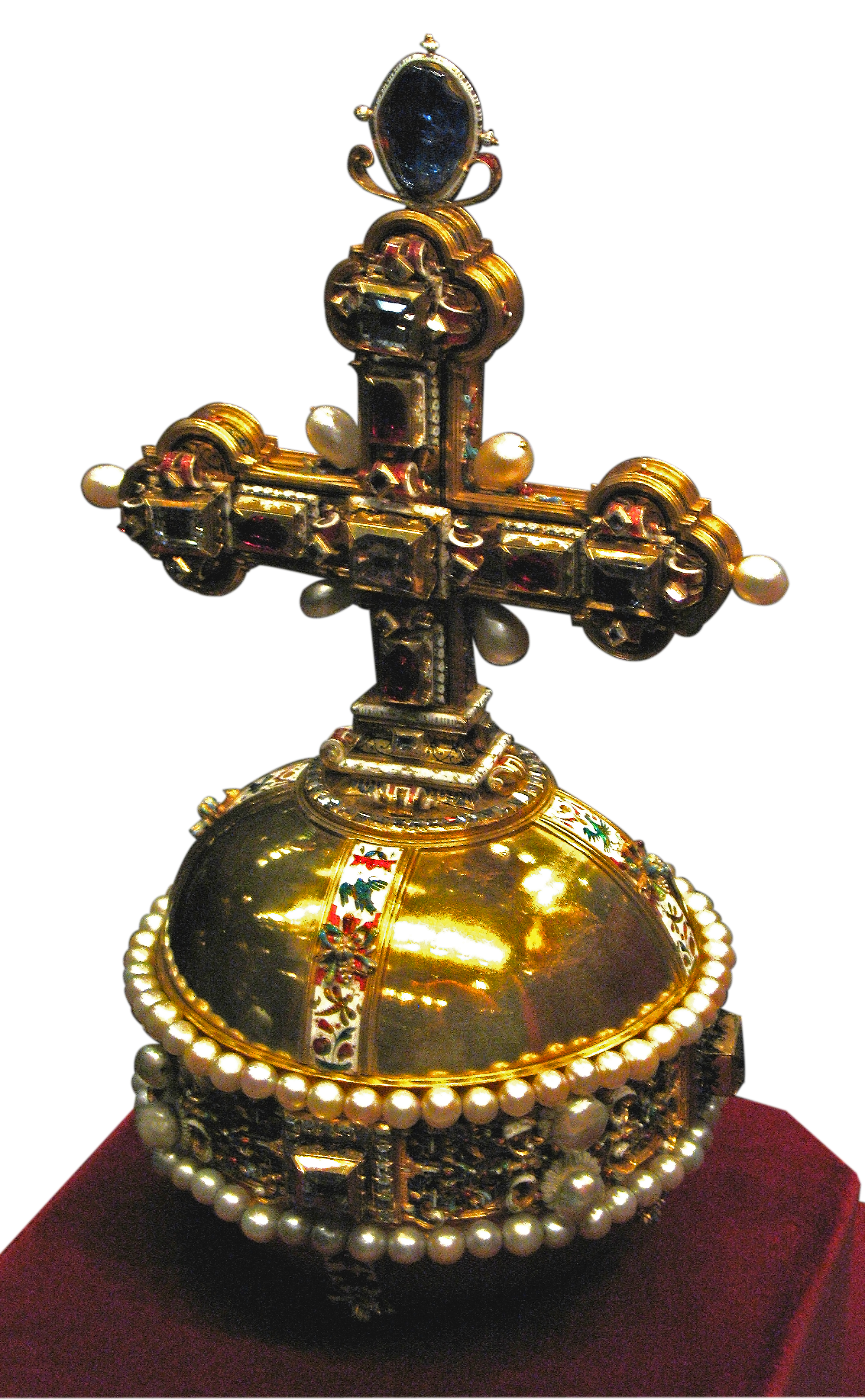
Австрійський Globus cruciger, частина австрійських коштовностей корони
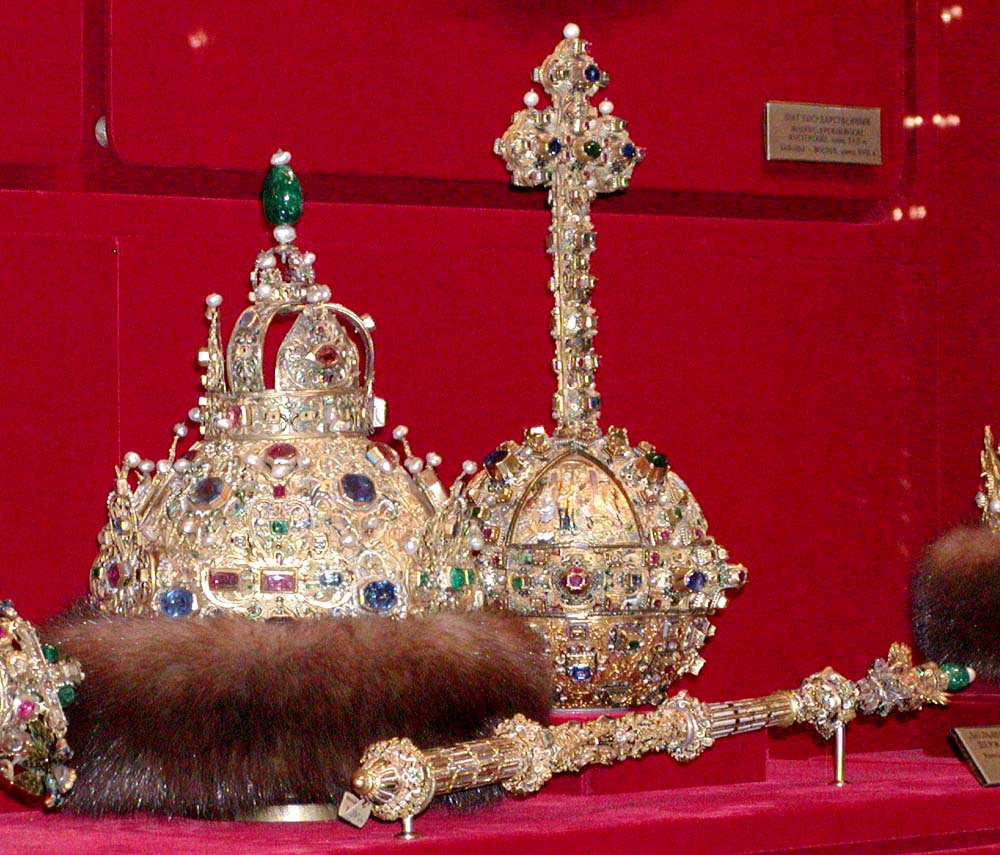
Регалії Росії.
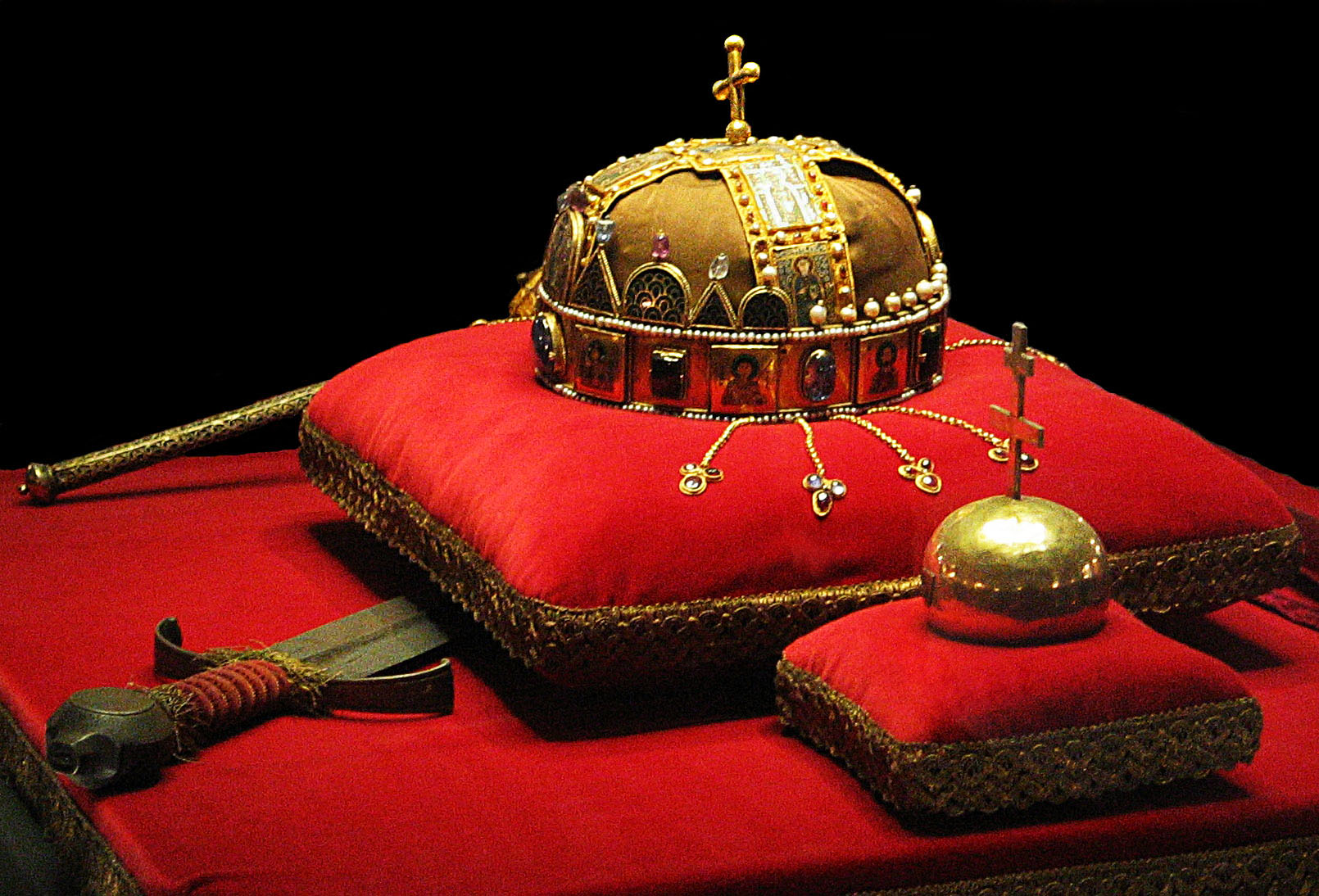
Свята Корона, меч і хрещена куля Угорщини.
Скіпетр та держава в лапах орла на гербі Росії